# Polygala brasiliensis
Polygala brasiliensis là một loài thực vật có hoa trong họ Polygalaceae. Loài này được Carl von Linné miêu tả khoa học đầu tiên năm 1767.